# Elton Souza
Élton Aparecido de Souza (ur. 9 maja 1985 w São Paulo), znany pod przydomkiem Élton – brazylijski piłkarz grający na pozycji napastnika.
Élton jest wychowankiem szkółki piłkarskiej Ginásio Pinhalense de Esportes Atléticos w Santo Antônio do Pinhal w Brazylii. Grając w ojczystym kraju występował w barwach Clube Atlético Guaçuano de Mogi Guaçu. Ostatnio gracz Clube Atlético Sorocaba de São Paulo.
W okresie przygotowawczym do rundy wiosennej sezonu 2005/2006 został zatrudniony w Pogoni Szczecin. Na boiskach Orange Ekstraklasy zadebiutował 11 marca 2006 w meczu przeciwko Amice Wronki, a swoją pierwszą bramkę zdobył 19 kwietnia tego samego roku w meczu przeciwko Górnikowi Zabrze. Po zakończeniu sezonu 2006/07 szczeciński klub rozwiązał kontrakt z zawodnikiem. W latach 2007–2008 grał w Slawii Sofia.